# 宮坂保清
宮坂 保清（みやさか やすきよ、1916年3月28日 - 1981年5月22日）は、日本の公認会計士、会計学者。
長野県諏訪市出身。旧制成立商業学校を経て、1937年明治大学商学部卒業。1939年計理士開業。1949年公認会計士開業。同年から1972年まで母校講師。1971-1977年日本公認会計士協会会長、同相談役。第一監査事務所代表社員。

## 著書
- 『新簿記入門』暁書房 1947
- 『一週間でわかる簿記の手ほどき』日本経済社 1952
- 『簡単にわかる簿記の実務』金融通信社出版部 1953
- 『実務簿記精解』中央経済社 1956
- 『わかりやすい商業簿記』産業図書 1956
- 『簿記演習』税務経理協会 例解税務演習講座 1957
- 『資金繰り表 作り方見方』中央経済社 1958
- 『中小企業のための経営分析』中央経済社 1959
- 『企業の税務15のとびら』建帛社 1961
- 『実務商業簿記』産業図書 1963
- 『例解簿記演習』税務経理協会 1963
- 『決算報告のてびき』日本生産性本部 計数管理のための会計実務シリーズ 1964
- 『簿記』NHKサービスセンター NHKテレビ技能講座　1965
- 『税務分析』日本生産性本部 経営分析シリーズ 1967
- 『簿記論』税務経理協会 1967
- 『例題簿記論』中央経済社 1967
- 『最新実務簿記』日本生産性本部 1968
- 『銀行員のための青色申告の作り方・見方』銀行研修社 1974
- 『決算報告の実務』日本生産性本部 計数管理のための新会計実務シリーズ 1975

### 共編著
- 『簿記会計実務汎例』坂井蔵重共編 中央経済社 1956
- 『簿記会計ケース・スタディ 第2』坂井蔵重共編 中央経済社 1958
- 『添削附簿記問題演習ノート 税理士試験』編 税務経理協会 1965
- 『経営実務双書』全6巻　三上富三郎,畠山芳雄共編 日本生産性本部 1968
- 『添削付簿記問題演習ノート 税理士試験』編 税務経理協会 1971